# Lom pod Storžičem
Lom pod Storžičem je naselje u slovenskoj Općini Tržiču. Lom pod Storžičem se nalazi u pokrajini Gorenjskoj i statističkoj regiji Gorenjskoj. 

## Stanovništvo
Prema popisu stanovništva iz 2002. godine naselje je imalo 339 stanovnika.